# 금 마르크
금 마르크(독일어: Goldmark 골트마르크[*], 공식적인 통화 이름은 마르크(Mark))는 1873년부터 1914년까지 통용된 독일 제국의 통화이다.
독일의 통일 이전까지 독일에 있던 여러 국가들은 서로 다른 자신들의 통화를 발행했다. 1876년 1월 1일을 기해 마르크는 독일 제국의 유일한 법정 통화가 되었다. 제1차 세계 대전의 발발로 인해 1914년 8월 4일을 기해 마르크와 금 간의 태환이 정지되면서 금 마르크는 파피어마르크로 대체되었다.

## 참조
- Krause, Chester L., and Clifford Mishler (1991). 《Standard Catalog of World Coins: 1801–1991》 18판. Krause Publications. ISBN 0873411501.
- Pick, Albert (1994). 《Standard Catalog of World Paper Money: General Issues》. Colin R. Bruce II and Neil Shafer (editors) 7판. Krause Publications. ISBN 0-87341-207-9.